# I miei successi (Salvatore Adamo)
I miei successi è un album raccolta in italiano del cantante italo-belga Salvatore Adamo pubblicato nel maggio 2015 da Self Distribuzione.

## Tracce
1. È la mia vita (C'ést ma vie)
2. Sei qui con me (Sans Toi Ma Mie)
3. Affida una lacrima al vento (Accroche Une Larme Aux Nuages)
4. Non mi tenere il broncio (Mes Mains Sur Tes Hanches)
5. Amo (J'Aime)
6. Vous Permettez Monsieur (in italiano)
7. Una ciocca di cappelli (Un Meche De Cheveux)
8. La notte (La Nuit)
9. Inch-Allah (in italiano)
10. Lei (Elle)
11. Cade la neve (Tombe La Neige)
12. Alla grande
13. Com'ero vecchio
14. Canterò
15. Intorno a te c'è musica
16. Lontano